# Youth for Christ

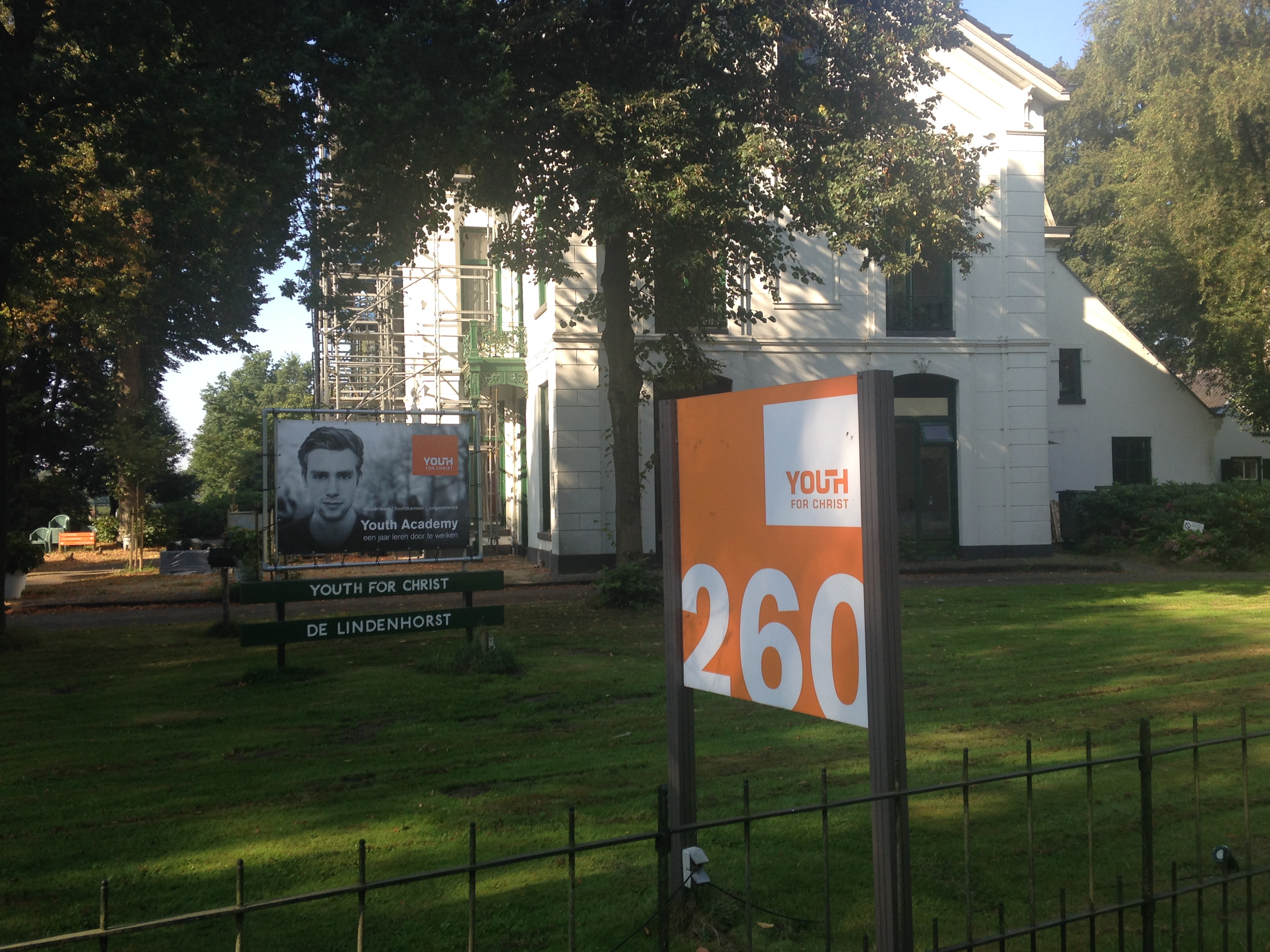
De Lindenhorst in Driebergen was ruim 40 jaar het hoofdkantoor van Youth for Christ in Nederland.

Youth for Christ (YfC) is een internationale beweging die als doel heeft jongeren in aanraking te brengen met het evangelie, hen te helpen het christelijk geloof gestalte te geven en kerken te ondersteunen met jongerenwerk.

## Geschiedenis
De organisatie werd in 1944 opgericht door onder meer Billy Graham en Charles Templeton om de diverse massabijeenkomsten voor jongerenevangelisatie te coördineren die vanaf 1941 werden gehouden in de Verenigde Staten, het Verenigd Koninkrijk en Canada. Deze zogeheten rally's vonden gewoonlijk plaats op zaterdagavonden en beoogden jongeren een stichtelijk, geestelijk alternatief te bieden voor het reguliere uitgaansleven met zijn losse levensstijl.

### Nederlandse tak

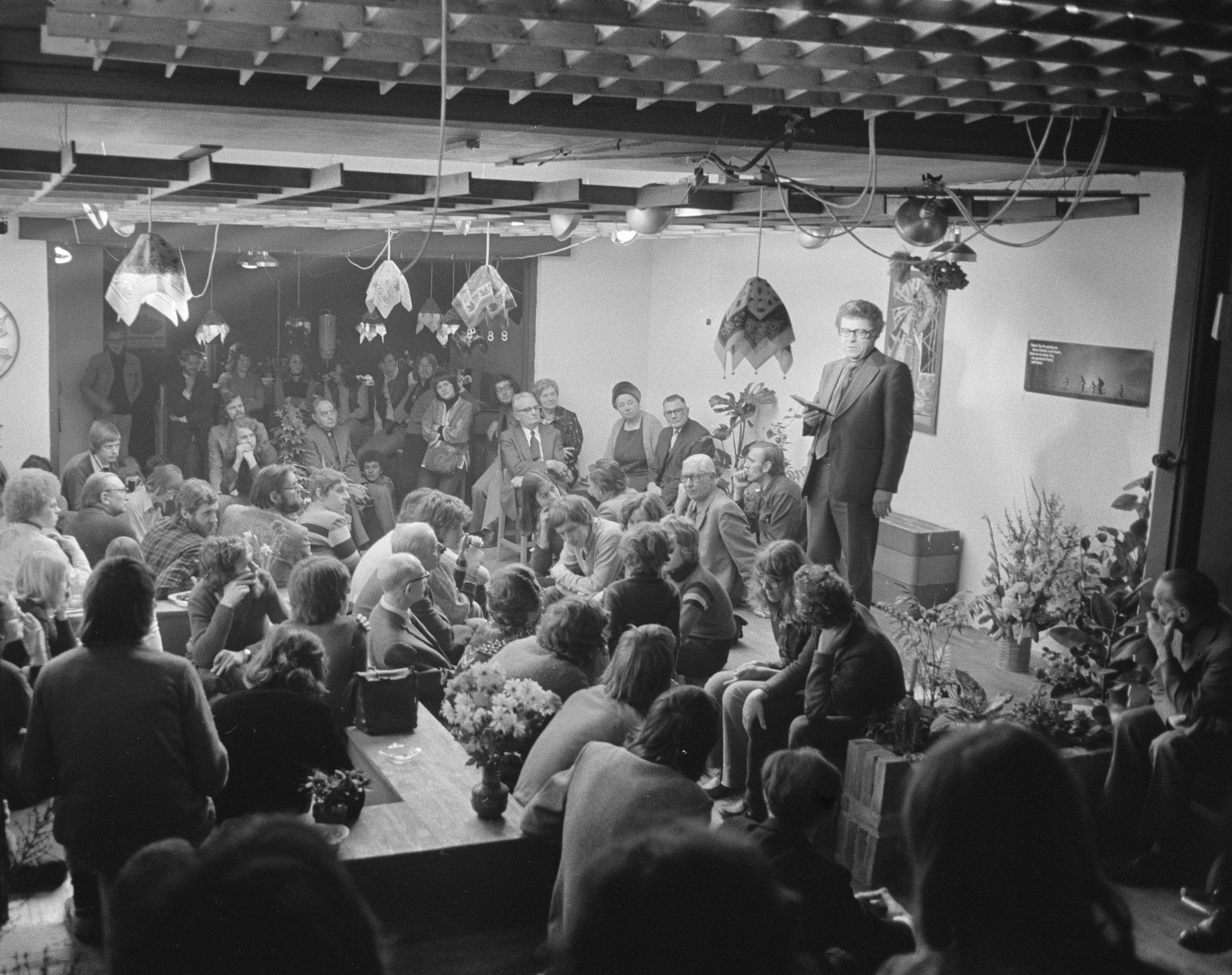
Youth for Christ-directeur George Brucks opent een koffiebar in de Jan Steenstraat in Amsterdam (1975)

De teams die de rally's organiseerden werden al vrij snel ook actief in andere landen. In 1946 kwam een team van YfC naar Nederland; in zalen als Diergaarde Rotterdam, Ahoy' (ook in Rotterdam) en de Apollohal in Amsterdam kwamen veel jongeren af op de nieuwigheid van de Amerikaanse geloofsmanifestaties. Er ontstond nog in datzelfde jaar een Nederlandse tak van de beweging. De eerste medewerkers waren Sidney Wilson, Dick Lugthart, Leo Pasman en Jan van Capelleveen. Van 1959-1964 was de leiding in handen van Albert Ramaker, die ook aan de wieg heeft gestaan van de Evangelische Omroep.
Naast de rally's werd Youth for Christ gekenmerkt door het drijven van koffiebars. Dat waren ontmoetingsplaatsen voor jongeren die gebruikt werden voor evangelisatie, Bijbelstudies en alternatief (alcoholvrij) uitgaan. Het idee voor de koffiebars ontstond tijdens een openluchtsamenkomst in het begin van de jaren 60. De toenmalige directeur van YfC, George Brucks, zag zich aan het begin van zijn toespraak geconfronteerd met een stel jongeren uit het publiek die riepen "Wij hebben de pest aan godsdienst!". Brucks wees hen niet terecht, maar vroeg ze op het podium om hun kritiek uit te leggen. Door deze gebeurtenis ontstond het idee voor een veilige plek, waar jongeren in hun eigen sfeer met leeftijdsgenoten konden praten over alles wat hen bezighield. Veel lokale afdelingen van YfC pakten dit nieuwe fenomeen op. Dit duurde tot het einde van de jaren tachtig. Daarna begon het aantal koffiebars af te nemen. Een klein aantal van deze koffiebars bestaat echter tot op de dag van vandaag.
Later breidde het jongerenwerk zich uit met activiteiten als diaconale (vanuit Bijbels perspectief hulp biedende) werkreizen, theaterprogramma's voor scholen en trainingen voor kerkelijke jongerenwerkers. Verder trad Youth for Christ naar buiten met het Flevo Festival, een meerdaags kampeerfestival met christelijke kunstvormen met muziekoptredens als hoofdmoot, en gaf het het maandblad Jeugd in Actie, later Aktie genoemd, uit. Vanaf 2002 is het Flevo Festival ondergebracht in stichting The Crown. Nadat deze in 2008 failliet ging besloot YfC samen met de Protestantse Kerk in Nederland en de Evangelische Omroep de organisatie van het festival voort te zetten onder de naam Xnoizz Flevo Festival. In september 2012 besloot het stichtingsbestuur van het festival te stoppen met de organisatie ervan.
Naast de activiteiten schrijft YfC ook programma's om tieners en jongeren te prikkelen om het christelijke geloof te ontdekken.
Rock Solid (met een variant voor rooms katholieke jongeren) is voor tieners van 11-14 jaar. Door middel van spelletjes, gesprekken en een 'creatief reflectiemoment' wordt een thema uit de belevingswereld van de tieners gedeeld.
Rock Steady is voor tieners van 11-14 jaar, bedoeld om hen te helpen hun relatie met God te verdiepen.
Solid friends is voor jongeren tussen de 14-17 jaar, waarin thema's aan de orde komen middels opdrachten en persoonlijke verwerkingsmomenten.
Het hoofdkantoor van Youth for Christ Nederland bevond zich sinds 1973 op landgoed De Lindenhorst in Driebergen, een voormalig verpleeghuis. In 2019 werd De Lindenhorst verkocht. Het nieuwe hoofdkantoor bevindt zich in Utrecht. Bram Rebergen is sinds 1 april 2015 directeur.
Onder de leiding van zijn voorganger Edward de Kam begon YfC actief te investeren in jeugdwelzijnswerk. In Rotterdam ontstond The Mall, een jongerencentrum dat zich richt op Antilliaanse jongeren. Het opbouwen van vertrouwensrelaties met jongeren staat centraal. Er is gekozen voor een constructie waarbij het welzijnswerk werd gesubsidieerd door de gemeente, en waarbij christelijke activiteiten werden betaald met geld afkomstig uit donaties. In Rotterdam ontstond een kleine kerk (Thugz Church) uit het werk van The Mall. Het concept van The Mall kreeg op verschillende plaatsen navolging, steeds met een eigen aanpak, afgestemd op de behoeften van jongeren in de wijk. Dit ging overigens niet altijd zonder slag of stoot.
Nu en dan is er kritiek op gemeenten die het werk van YfC subsidiëren. Tegenstanders wijzen op de scheiding van kerk en staat. Begin 2009 viel het college van het Amsterdamse stadsdeel De Baarsjes over een met YfC gesloten vierjarig contract over het beheren van het jongerenwerk daar, nadat bij enkele politieke partijen vermoedens waren gerezen dat de organisatie haar personeelswerving niet 'religieneutraal' zou (kunnen) voeren en onder meer ongewenste evangelisatie zou gaan bedrijven. YfC zelf trok de term 'neutraliteit' in twijfel en argumenteerde dat de organisatie op haar resultaten moet worden beoordeeld. Enige tijd later begonnen ook elders in Nederland vraagtekens te ontstaan bij het subsidiëren van YfC-werk. In juli 2010 moest The Mall Westerwijk in het stadsdeel Amsterdam-West sluiten vanwege de spanningen rondom het personeelsbeleid.

## Visie en werkwijze YfC Nederland
Youth for Christ richt zich op jongeren van 10 tot 23 jaar en streeft ernaar om ongeacht huidskleur, geloof of achtergrond te bouwen aan relaties die groei mogelijk maken op sociaal, emotioneel, fysiek en geestelijk vlak. Dat doet YfC door:
- jongerenwelzijnswerk in 30 steden in Nederland (straat)
- multimediatheater, lessen en jongerenwerk op scholen voor 40.000 leerlingen (school)
- creatieve programma’s en trainingen voor 900 kerkelijke tienerclubs (kerk)

YfC-werkvelden en activiteiten in een kort overzicht:
Op straat

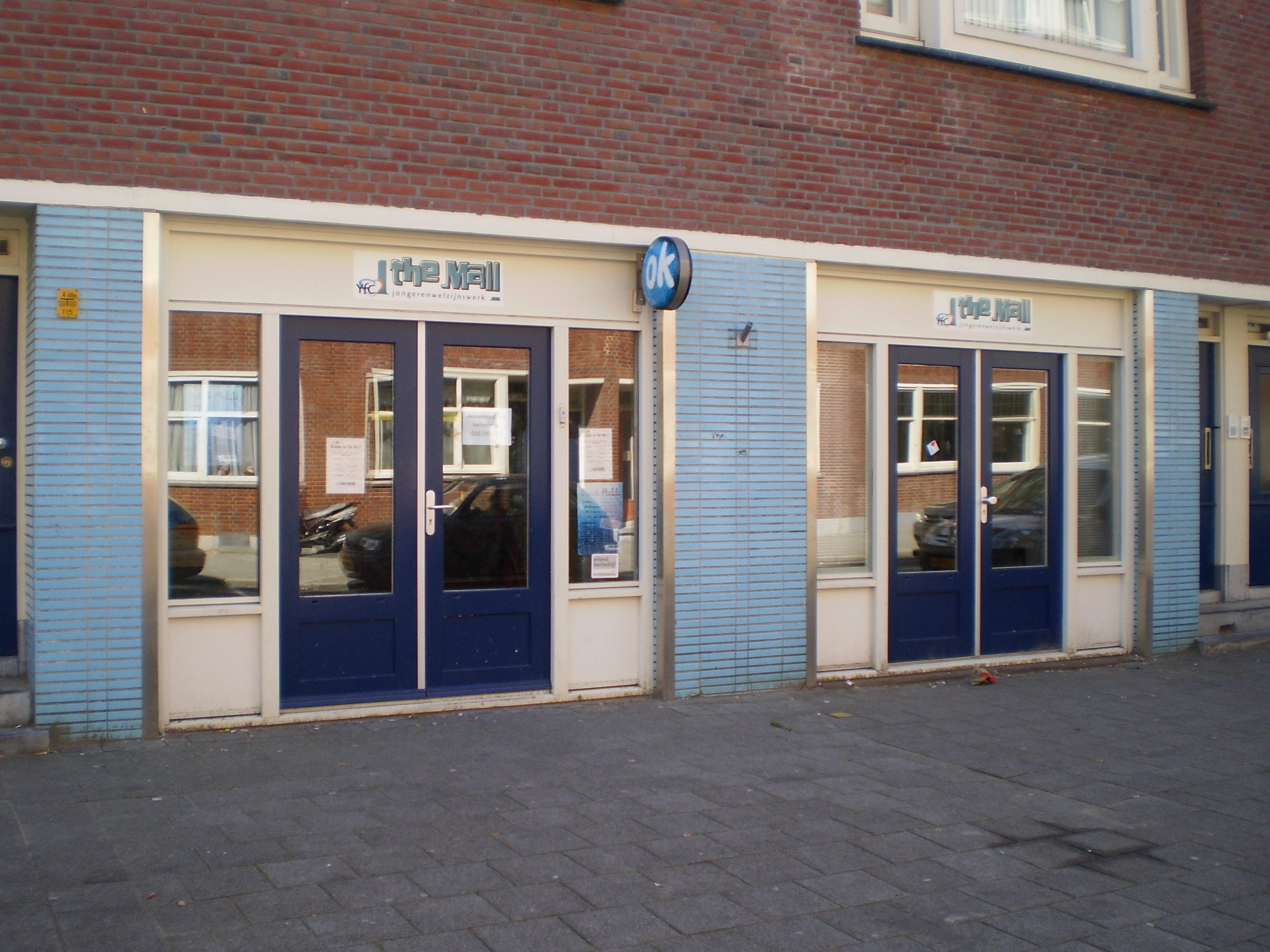
The Mall, Rotterdamse Tarwewijk

- ‘The Mall’, jongerenwelzijnswerk in 16 steden in Nederland.
- Ontspanning in het jongerencentrum, huiswerkbegeleiding, coachingstrajecten, hulp bij schulden enzovoorts.
- Speciaal jongerenwerk voor jongens en meiden. Youth for Christ ontwikkelde meidenwerkmethodiek Super-Woman en jongensmethodiek Super-Man.
- Divers jongerenwerk in andere plaatsen, zoals meidenclubs in Arnhem, tienerdisco’s in Eindhoven, tienercafé in Almkerk

Kerk
- Samenwerking met honderden kerken
- Bekende tiener- en jongerenprogramma’s: Rock Solid, Rock Steady, Solid Friends, Youth Alpha, de cursus "Waarom Jezus? voor jou"
- Ondersteuning jeugdleiders met trainingen voor aansprekend missionair jongerenwerk
- Mogelijkheid om een jongerenwerker gedetacheerd te krijgen in de kerk
- Diverse workshops in kerken rondom opzetten missionair jeugdwerk.

School
- YfC|Switch: theatervoorstellingen en verwerkingslessen op middelbare scholen, verzorgd door jaarvrijwilligers van Action diaconaal jaar, later Youth Academy  tussenjaar genoemd Voorloper van Switch was het theaterteam 'Op vrije voeten', dat in 1974 begon
- Thema-overdracht over onder andere pesten, de multiculturele samenleving en Kerst
- Jongerenwerk op school: huiswerkbegeleiding, naschoolse activiteiten, weerbaarheidstrainingen.

### Subsidie en rendement
Youth for Christ is grotendeels afhankelijk van vrijwilligerswerk en donaties. Daarnaast krijgt de organisatie ruim twee miljoen euro subsidie van overheden voor diverse sociale activiteiten. Onderzoek door de oecumenische stichting Oikos concludeerde dat het gesubsidieerde deel ongeveer een vijfvoudig rendement (kostenbesparing voor de overheid) oplevert.

## Imago
Youth for Christ was aan het begin van de eenentwintigste eeuw aanwezig in ruim 110 landen. De organisatie is niet aan een bepaalde kerkelijke richting gebonden. Evenwel heeft de organisatie in de loop der jaren diverse kleuren aangenomen, die samenhingen met opeenvolgende bewegingen in de jeugdcultuur.
In een proefschrift van de Nederlandse socioloog Paul Schnabel werd Youth for Christ in 1982 omschreven als een religieuze beweging, met sektarische trekken. De organisatie kwam in Nederland ook voor in een parlementair "Onderzoek naar de sekten" annex proefschrift ("Overheid en nieuwe religieuze bewegingen") in de jaren tachtig van de twintigste eeuw. YfC kwam daaruit niet naar voren als een zogeheten nieuwe religieuze beweging, waar het onderzoek zich op had gericht.